# Prywatne Gimnazjum Męskie Aleksego Zimowskiego w Łodzi
Prywatne Gimnazjum Męskie Aleksego Zimowskiego (od 1939: Prywatne Gimnazjum i Liceum oraz Szkoła Podstawowa Aleksego Zimowskiego) – prywatna, męska, polska szkoła katolicka, zorganizowana w 1907 roku w Łodzi przez Aleksego Zimowskiego.

## Historia
Aleksy Zimowski założył szkołę w 1907. Początkowo siedziba znajdowała się w wynajętych pomieszczeniach przy ul. Piotrkowskiej 271, a edukacja w niej obejmowała nauczanie przedwstępne. W semestrze 1913/1914 została zarejestrowana jako czteroklasowe progimnazjum męskie z językiem wykładowym polskim.
Pomimo wybuchu I wojny światowej, szkoła nadal funkcjonowała i została przekształcona w ośmioklasowe gimnazjum filologiczne męskie. W 1917 ze względu na deficyt przestrzeni w dotychczas wynajmowanych pomieszczeniach, szkołę przeniesiono do budynku Zarządu Towarzystwa Akcyjnego K. Scheiblera  przy ul. Targowej 85/87.
1919 szkoła otrzymała od Ministerstwa Wyznań Religijnych i Oświecenia Publicznego koncesję na nauczanie w gimnazjum filologicznym. W 1922 została przeniesiona do własnej siedziby przy ul. Bocznej 5 (późn. ul. H. Sienkiewicza 112).
1 września 1939 roku szkoła w związku ze zmianą struktury organizacyjnej przyjęła nazwę – Prywatne Gimnazjum i Liceum oraz Szkoła Podstawowa Aleksego Zimowskiego. Szkoła podczas II wojny światowej funkcjonowała do listopada 1939 w wyniku zamknięcia jej przez Niemców i zniszczenia księgozbioru. Okupanci w gmachu szkoły otworzyli wówczas niemiecką szkołę.
Aleksy Zimowski reaktywował działalność placówki oświatowej przy ul. Sienkiewicza 112 w lutym 1945 roku. Po miesiącu szkoła została przejęta przez państwo i przekształcona w  XVI Gimnazjum i Liceum im. Jana Kochanowskiego. W 1947 w miejscu szkoły odtworzono Państwowe Ogólnokształcące Liceum nr XVII, które działało do 1972. Następnie gmach został przejęty przez Centrum Badań Molekularnych i Makromolekularnych PAN.

## Działalność placówki
Placówka szkoły obejmowała m.in. salę gimnastyczną, boisko, bibliotekę, pracownię robót ręcznych, izbę harcerską, a także gabinet lekarski, pracownie chemiczną, fizyczną i przyrodniczą.
W szkole działały koła zainteresowań Dla najbiedniejszych uczniów organizowano kolonie letnie do ośrodka kolonijnego w Wiadernie, należącego do szkoły. Ponadto w ramach zajęć organizowano obozy, wycieczki krajoznawcze, rajdy górskie i zabawy taneczne. Uczniowie  często uczestniczyli w porankach w Filharmonii Łódzkiej oraz w spektaklach w teatrze przy ul. Ogrodowej 18.
Szkoła prowadziła także zajęcia wychowawcze – organizowała spotkania nt. szkodliwości spożywania alkoholu i palenia tytoniu oraz promujące aktywny wypoczynek i dbałość o higienę osobistą.

## Dyrektorzy
- Ignacy Roliński (1929–1939)[4]

## Nauczyciele
- Jan Bolechowski
- Teofil Katra
- Ignacy Roliński
- Bronisław Knothe

## Uczniowie
- Karl Dedecius – niemiecki tłumacz[1]
- Franciszek Gruszka – oficer wojska polskiego
- Jan Krysiński – Rektor Politechniki Łódzkiej[5]
- Andrzej Tomczak – historyk, archiwista
- Lechosław Fularski – działacz turystyczny

## Absolwenci
- Józef Ambrozi – duchowny
- Jerzy Bek – kolarz[1]
- Janusz Cegiełła – dziennikarz i pianista
- Jerzy Damsz – pilot i inżynier[1]
- Jerzy Grohman – ekonomista i polityk[1]
- Roman Kaczmarek – historyk, archiwista
- Ludwik Jerzy Kern – poeta i satyryk[1]
- Janusz Kłosiński – aktor i reżyser
- Edward Kucharski – podporucznik AK i lekkoatleta
- Maksym Nikonorow – polski farmakolog
- Stanisław Papuziński – pedagog
- Władysław Piątkowski – rolnik i polityk[1]
- Stanisław Rachalewski – dziennikarz i publicysta
- Karol Eryk Scheibler – prawnuk Karola Wilhelma Scheiblera[1]
- Innocenty Święcicki – prawnik, ekonomista, działacz społeczny
- Jerzy Urbankiewicz – pisarz i dziennikarz[1]

## Upamiętnienie
- W 2004 nakładem Wydawnictwa „Papier” Wojciecha Grochowalskiego ukazała się monografia szkoły, autorstwa Stanisława Zimowskiego – syna założyciela szkoły, Prywatne Gimnazjum i Liceum Męskie Aleksego Zimowskiego w Łodzi[2].
- Od 2008 roku przed gmachem Centrum Badań Molekularnych i Makromolekularnych PAN przy ul. H. Sienkiewicza 112 znajduje się pamiątkowa tablica o treści:  W tym gmachu od roku 1922 i we wczesnych latach powojennych mieściła się prywatna szkoła Aleksego Zimowskiego. Tablica upamiętnia Pedagogów i Uczniów tej zasłużonej Szkoły. Wychowankowie[6].